# Borolia alticola
Borolia alticola är en fjärilsart som beskrevs av Aurivillius 1925. Borolia alticola ingår i släktet Borolia och familjen nattflyn. Inga underarter finns listade i Catalogue of Life.